# 西川村 (新潟県東蒲原郡)
西川村（にしかわむら）は、かつて新潟県東蒲原郡にあった村。

## 沿革
- 1889年（明治22年）4月1日 - 町村制施行に伴い、東蒲原郡豊川村、日野川村、広谷村、神谷村が合併して発足。
- 1954年（昭和29年）12月1日 - 東蒲原郡上条村、東川村と合併し、上川村となり消滅。